# Leica M-A
Le Leica M-A (Typ 127) est un appareil photo télémétrique 35 mm purement mécanique commercialisé par Leica Camera AG en 2014. L'appareil n'a pas de posemètre, pas de contrôle électronique et aucune pile n’est nécessaire pour le faire fonctionner. C'est le premier appareil purement mécanique de Leica depuis la sortie du Leica M4-P en 1981.

## Design
Le Leica M-A est très similaire au Leica M3, qui a été produit par Leica de 1954 à 1966. Le « point rouge » Leica a été délibérément omis. Vu de côté, le M-A est également nettement plus mince que ses homologues numériques. L'appareil possède un boîtier entièrement métallique équipé de couvercles supérieur et inférieur en laiton chromé. L'appareil photo est disponible en finition chromée noire ou argentée.

## Fonctionnalités
Les caractéristiques épurées de l’appareil photo de la série M permettent au photographe un contrôle manuel complet de tous les réglages sans automatisation. La molette ISO à l'arrière de l’appareil photo est purement décorative et ne sert qu'à rappeler le type de film installé. L’appareil photo est compatible avec une large gamme d’objectifs à monture M de 16 à 135 mm. Un levier permet au photographe de modifier les cadres pour s’adapter à trois paires d’objectifs différents : 28/90 mm, 35/135 mm et 50/75 mm.